# Thảo Nguyên Phan
Thảo Nguyên Phan (née à Hô-Chi-Minh-Ville en 1987) est une artiste visuelle multimédia, utilisant la peinture, des installations, des images en mouvement et des interventions théâtrales comme moyen d'expression. S'inspirant à la fois d'histoires officielles et non officielles, Thảo Nguyên Phan puise dans le passé agité de son pays tout en observant des problèmes ambigus de convention sociale, d'histoire et de tradition. Sous des formes et avec des points de départ différents, ces projets récents explorent tous le contexte agricole, politique et social de la ruralité et de la campagne vietnamiennes. Elle restitue ces références à l’histoire dans des narrations complexes qui mêlent événements réels et fiction et en montrent un réel intérêt pour la littérature, la langue et la philosophie,.
Depuis 2007, elle a beaucoup exposé au Vietnam et à l'étranger et elle a été sélectionnée pour de nombreux prix et récompenses.
Thảo Nguyên Phan est également membre fondatrice de Art Labor (fondé en 2012) avec l'artiste Trương Công Tùng et la commissaire Arlette Quỳnh-Anh Trần, un collectif interdisciplinaire qui développe des projets artistiques dans le but de profiter à la communauté locale. En collaboration avec l'espace artistique indépendant Sàn Art à Ho Chi Minh, Art Labor organise des ateliers éducatifs qui explorent les arts visuels et les sciences de la vie, qui examinent les histoires culturelles partagées dans la région à travers des conférences invitées et un programme d'artiste en résidence.

## Formation
Thảo Nguyên Phan est née en 1987 et a grandi au Vietnam, à Ho Chi Minh Ville. Diplômée de l'Université des beaux-arts de Ho Chi Minh Ville en 2008, elle a obtenu un baccalauréat en beaux-arts avec mention très bien du Lasalle College of the Arts de Singapour en 2009 et une maîtrise en peinture et dessin de l' École de l'Institut d'art de Chicago en 2014 .
Elle vit et travaille actuellement à Ho Chi Minh Ville.

## Distinctions et résidences
En 2016-2017, le Centre pour l'art contemporain de Singapour offre une résidence d'artiste à Thảo Nguyên Phan afin qu'elle approfondisse ses recherches sur l'introduction de l'alphabet latin comme système d'écriture au Vietnam, par les missionnaires catholiques dans un but de colonialisation et de christianisation du pays.
En 2016-2017, Thảo Nguyên Phan est sélectionnée pour un soutien dans le cadre de l'Initiative Rolex Mentor and Protégé Arts, sa mentor est l'artiste de performance et vidéo de renommée internationale, basée à New York, Joan Jonas,.
En 2018, elle reçoit le Grand Prix, APB Foundation Signature Art Prize, organisé par le Musée national de Singapour pour Tropical Siesta, une installation vidéo sur deux écrans et six tableaux sur film radiographique racontant un Vietnam rural peuplé uniquement d'enfants,.
Thảo Nguyên Phan est la récipiendaire du prix de la Fondation Han Nefkens - LOOP Barcelona Video Art Production en 2018. La Fondation Han Nefkens soutient la production et la présentation de Becoming Alluvium (2019), une installation comprenant une vidéo éponyme et Perpetual Brightness, une série de laques et peintures sur soie. L’œuvre sera présentée à la Fundació Joan Miró, Barcelone en 2019-20, au Centre d'art contemporain Wiels à Bruxelles en 2020 et à la Chisenhale Gallery à Londres en 2020.
Elle a également été l'une des quatre finalistes du Prix Hugo Boss Asia Art 2019, aux côtés d'Eisa Jocson, Hao Jingban et Hsu Che-Yu.
Toujours en 2019, Thảo Nguyên Phan obtient une des quatre mentions spéciales du prix 14 de la Biennale de Sharjah, Émirats arabes unis.

## Expositions

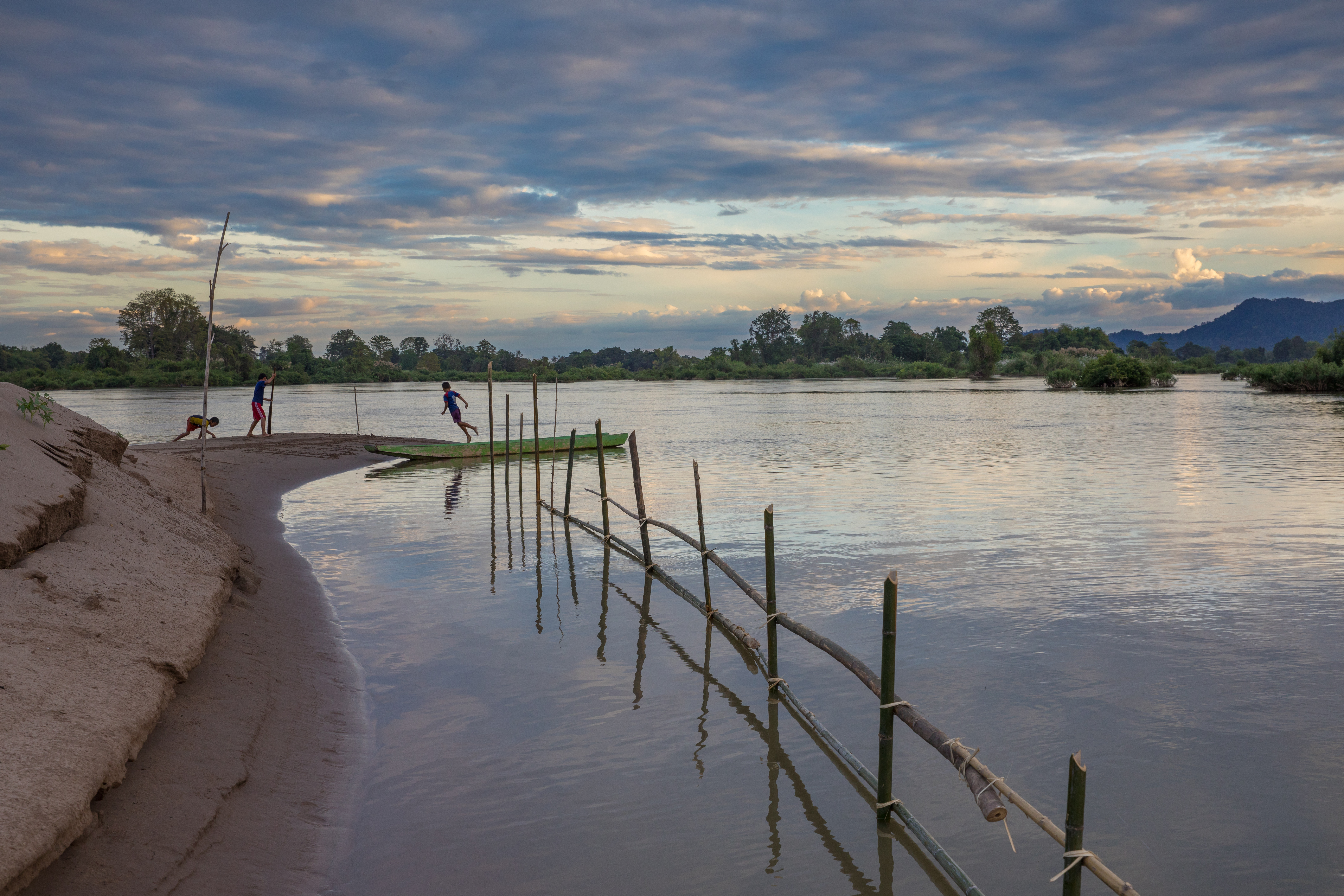
Le fleuve Mekong est au centre des recherches de Thao Nguyen Phan, comme témoin des changements environnementaux et sociaux causés par l'agriculture intensive, la surpêche et l'urbanisation.

Le travail de Thảo Nguyên Phan a été montré dans des expositions individuelles et collectives au Vietnam et à l'étranger, parmi lesquelles :

### Expositions personnelles
- 2017 : Poetic Amnesia, Factory Contemporary Art Center, Ho Chi Minh City, Vietnam[16] et Nha San Collective, Hanoï, Vietnam[17]
- 2018 : Poetic Amnesia, Rolex Arts Weekend, Gemäldegalerie, Berlin, Allemagne[18],[19]
- 2019 : Becoming Alluvium, Fundació Joan Miró, Barcelone, Espagne[20] en collaboration avec Han Nefkens Art Foundation, Loop Barcelona
- 2020 : Monsoon Melody, Wiels, Centre d'art contemporain, [ruxelles, Belgique[21], à la suite du prix Han Nefkens Art Foundation[22]
- 2024 : Reincarnations of Shadows, Kunsthal Charlottenborg, Copenhague, Danemark[23]

### Expositions collectives
- 2009 : Intersection Vietnam, Valentine Willie Fine Art, Singapour et Malaisie
- 2010 : Naptime Noise, galerie L'usine, Ho Chi Minh City, Vietnam[24]
- 2011 : Open Edit: Mobile Library[25], Asia Art Archive, Ho Chi Minh City, Vietnam[26]
- 2012 : Riverscapes in Flux, exposition itinérante organisée par le Goethe Institute à Hanoi, au Vietnam, en Thaïlande, au Cambodge, en Indonésie et aux Philippines[27]
- 2013 : Right Fiction, à San Art, Ho Chi Minh City, Vietnam[28]
- 2013 : I-CAMP, Muong Ethnology Museum, Hoa Binh, Vietnam
- 2013 : Concept Contestation Contestation, Art and the Collective in South East Asia, Bangkok Culture Center, Bangkok, Thaïlande[29]
- 2014 : NhaSan 15+, au NhaSan Studio, Hanoi, Vietnam[2]
- 2014 : Vietnam Now: Changing Society, au Canvas International Art, Amsterdam[30]
- 2014 : Mekong Platform, Milan Image Art and Design fair, Milan[31]
- 2014 : Modern Love, Institute of Contemporary Arts Singapore, Singapour[32]
- 2014 : Tầm Tã, Ha Noi Fine Arts University Museum, Hanoi, Vietnam
- 2015 : Concept Context Contestation, Art and the Collective in South East Asia, exposition itinérante, Goethe Institut, Hanoi, Vietnam[2]
- 2015 : Un-Romantic Memories, Lotus Gallery, Gyeonggi-do, en Corée du Sud[2]
- Workshop, Centro Botin, Santander, Espagne[33]
- 2016 : Anywhere but Here, Betonsalon, Paris, France[34]
- 2016 : Embedded South (s), exposition en ligne d'images en mouvement, parrainée par San Art et le fonds Prince Claus[35]
- 2017 : Relics, Jendela arts visuels space, Singapour avec Sarker Protick et Sim Chi Yin. Elle y expose l'installation vidéo Tropical Siesta et la série de tableaux peints Education of a Poet[36]
- 2018 : A Beast, a God and a Line, Dhaka Art Summit, Bangladesh, puis à Para Site à Hong Kong[37],[38] et au Musée d'art contemporain de Varsovie, Pologne[39]
- 2018 : Constructing Mythologies, galerie Edouard Malingue, Hong Kong[40]
- 2019 : Where The Sea Remembers, The Mistake Room, Los Angeles, États-Unis[41]
- 2019 : Leaving the Echo Chamber, Sharjah Art Biennial 14[42]
- 2019 : Là où les eaux se mêlent, Biennale d'art contemporain de Lyon, France[3]
- 2019 : Biennale Art Encounters 2019, Timișoara, Roumanie[43]
- 2019 : Neither Black / Red / Yellow Nor Woman, Times Art Center Berlin[44]
- 2019 : Hugo Boss Asia Art Award 2019, Rockbund Art Museum, Shanghai, Chine[45]

## Publications
- (fr + en) Zoë Gray, Sam I-Shan, Lila Matsumoto, Han Nefkens, Pamela Nguyen , Corey, Thao Nguyen Phan, Thomas D. Trummer, (textes), Hilde Teerlinck (entretien), Moonsoon Melody, Les Presses du réel, Dijon, 2020, Mousse Edition  (ISBN 978-88-6749-397-5)
Cette monographie, publiée à l'occasion de l'exposition au Wiels en 2020, reflète l'intérêt de l'artiste pour la philosophie et la littérature, mettant en vedette des images fixes éthérées de ses films et textes qui donnent un aperçu de son dernier travail[46].
- Thảo Nguyên Phan: Voyages de Rhodes[47],[48], NTU Centre for Contemporary Art, Singapour, 2018,  (ISBN 978-98-1118-676-9)
Livre d'artiste reproduisant les aquarelles que Thảo Nguyên Phan a peintes directement sur les pages du livre du missionnaire jésuite Alexandre de Rhodes, qui relate ses premières découvertes au Vietnam (1591–1660).
- (vi + en) Thảo Nguyên Phan, Zoe Butt, Joan Jonas, Poetic Amnesia exhibition catalogue, Ho chi Minh Ville, Factory Contemporary Arts Centre, 2017, édition limitée